# Міжнародний інститут стратегічних досліджень
Міжнародний інститут стратегічних досліджень (IISS) — дослідницький центр з питань воєнно-політичних конфліктів. Штаб-квартира розташована в Лондоні. Був заснований у 1958 році і з самого початку фокусується на питаннях запобігання поширенню ядерних озброєнь та контролю озброєнь.

## Про інститут
Інститут заснований у 1958 році, з оригінальним спрямуванням ядерного стримування та контролю над озброєннями, IISS має міцні зв'язки з членами та колишніми урядовцями США та Британії. Інститут стверджує, що він "мав величезний вплив у створенні інтелектуальних структур для управління холодною війною".
Першорядне джерело точної, об'єктивної інформації з міжнародних стратегічних питань для політиків та дипломатів, аналітиків з міжнародних питань, міжнародного бізнесу, економістів, військових, оборонних коментаторів, журналістів, науковців та інформованої громадськості. Інститут не має зобов'язань перед будь-яким урядом або будь-якими політичним чи іншими організаціями.
Інститут залучає 2500 індивідуальних членів та 450 членів організації та організацій з більш ніж 100 країн.
Інститут заснований в Лондоні, він є приватною неприбутковою компанією за законодавством Великої Британії та зареєстрований як благодійна організація. Інститут має філії у Вашингтоні, округ Колумбія (IISS-US) та в Сінгапурі (IISS-Asia), там філії мають статус благодійних організацій, а також в м. Манама, Бахрейн (IISS-Близький Схід).

## Видання інституту
Займається випуском наступних видань:
- «Серія Еделфі», серія книг з поглибленим аналізом основних питань стратегії і оборони[1];
- «Військовий баланс» (англ. The Military Balance), щорічний каталог з оглядом військових і оборонних потенціалів 170 країн[2];
- «Стратегічні коментарі», журнал коротких звітів з найгостріших стратегічних питань[3];
- «Стратегічне досьє», каталог публікацій[4];
- «Стратегічне огляд», щорічний огляд міжнародних відносин[5];
- «Виживання», щоквартальний журнал з міжнародних відносин[6];

## Керівники
- (1958—1969) Аластер Бучан[en]
- (1969—1974) Франсуа Дюшен[en]
- (1974—1982) Крістоф Бертрам[en]
- (1982—1987) Роберт Дж. О'Ніл
- (1987—1992) Франсуа Ейсбур[en]
- (1992—1993) Крістофер Хулдт[en]
- (1993—???) Джон Чіпмен[en]
- Франсуа Хейсбург[en]